# オオツルボ
オオツルボ（大蔓穂、学名：Scilla peruviana）はツルボ属（シラー属またはスキラ属ともよぶ。）の多年草。学名よりシラー・ペルビアナで呼ばれる事も多い。

## 特徴
原産地は地中海沿岸の南ヨーロッパ、北アフリカなど。
草丈20-40cmほど。5-6月ごろ、花茎の先に径2cmぐらいの星型の小花を数十個傘状につける。花色は濃い紫が多いが、白色の物もある。
蕾は個々の蕾が集まった楕円形をしており、下のほうより咲き始め、沢山の花が釣り鐘状になる。
翌年も花を咲かせる場合には、開花のあと、球根を掘り出して、乾燥させないように貯蔵するか、丈夫な草花のため、数年そのまま植えておいたままでも充分に花を咲かすことが出来る。
分球により、増やす事が出来る。